# Jóhannes Sveinsson Kjarval
Jóhannes Sveinsson Kjarval (ur. 15 października 1885, zm. 13 kwietnia 1972 w Reykjavíku) – islandzki malarz i poeta, najbardziej znany z islandzkich pejzaży.

## Życiorys
Jóhannes Sveinsson Kjarval urodził się 15 października 1885 roku w ubogiej rodzinie. Dorastał w rejonie Borgarfjörður. Od dzieciństwa jego marzeniem było tworzenie sztuki, jednak w młodości pracował jako rybak, a rysowaniem i malowaniem zajmował się w wolnym czasie. W latach 1903–1905 podstaw malarstwa nauczył się w szkole Ásgrímura Jónssona. W 1914 roku udał się do Danii na studia w Królewskiej Akademii Sztuk Pięknych, które ukończył w 1918 roku. Przez następne lata podróżował po Skandynawii, a od 1920 roku po Italii, po czym w 1922 roku osiadł na Islandii.
W tym czasie nie tylko malował, ale także wydawał czasopismo poświęcone sztuce, „ÁrdegisblaÐ listamanna” i opracował manifest nowego ruchu, essensizmu. W 1928 roku Kjarval przebywał we Francji i znalazł się pod wpływem tamtejszej sztuki, głównie impresjonizmu, kubizmu i abstrakcjonizmu, co nadało jego pejzażom bardzo indywidualny charakter. W latach 30. Kjarval stworzył wiele przedstawień þingvellir i pól lawowych. Po 1940 roku zaczął malować krajobrazy z różnych części kraju, a jego prace nabrały wiele cech ekspresjonizmu. W swoim życiu Kjarval malował także obrazy symboliczne i alegoryczne, nawiązujące do ruchu symbolistów, z którym był związany jako student. Ślady tego można także odnaleźć w jego poezji. Prace w stylu symbolizmu zajmowały dużą część jego dorobku z lat 40. i 50.
Na krótko przed śmiercią Kjarval przekazał dużą kolekcję swoich prac miastu Reykjavík. Wśród podarowanych dzieł znajdowały się szkice, rysunki, obrazy i pewna liczba przedmiotów osobistych. W rok po jego śmierci otwarto w Reykjavíku poświęconą mu stałą ekspozycję Kjarvalsstaðir, część Muzeum Sztuki (Listasafn Reykjavíkur). W ciągu lat kolekcja powiększała się dzięki pozyskiwaniu nowych dzieł za pomocą donacji, na początku XXI wieku obejmowała 3348 prac, w tym 3189 rysunków i 159 obrazów. Jeden z najbardziej znanych i szanowanych islandzkich malarzy, rozpoznawalny głównie za sprawą scen rodzajowych przedstawiających islandzką wieś i pejzaży z islandzką naturą.
Zmarł 13 kwietnia 1972 roku w Reykjavíku i został pochowany na tamtejszym cmentarzu Fossvogskirkjugarður.

## Upamiętnienie
Jako postać ważna dla islandzkiej kultury, w 1995 roku został uhonorowany umieszczeniem jego podobizny na banknocie 2.000 króna. Jego popiersie umieszczono na awersie na tle detali z jego obrazu „Outside and Inside”, zaś rewers ozdobiono obrazem „Yearning for Flight” oraz rysunkiem „Woman and Flowers” jego autorstwa.